# Harki (Volksstamm)
Die Harki (auch: Herki, persisch هرکی) sind ein kurdischer Volksstamm aus der iranischen Provinz West-Aserbaidschan. Das Stammesgebiet grenzt an Ostanatolien und den nordöstlichen Irak.
Bis 1963 lebten die Harki im Iran nachweislich überwiegend nomadisch. Ihr Habitat lag entlang der Grenzen des Irak und der Türkei, westlich beziehungsweise südwestlich des Urmiasees. Ihre Sommerlager unterhielten sie im Hochland von Dahestan (Targavar und Daštbil); ihre Winterquartiere in Margavar. Etwa 1350 Familien konnten gezählt werden. Wichtige Clans waren die Mandān, die Sayyedān und die Sarhāti.
In der Türkei und im Irak leben die Harki sehr verstreut. Um die Wende in das 20. Jahrhundert wurde beschrieben, dass einige Familien bei Erzurum, um den Vansee sowie nahe der irakischen Stadt Mosul siedelten. Unweit von Mosul lebten einige in den Wintermonaten zwischen Arbil und Ravāndez und in den Sommermonaten an den Wassern und Zuläufen des Kleinen Zab. Ihre nomadischen Wanderzüge wurden eingehender beschrieben.
Die Harki Persiens schlossen sich Scheich Ubeydallah an, einem einflussreichen kurdischen Scheich des Naqschbandi-Ordens. Ubeydallah war ferner der Führer des Scheich-Ubeydallah-Aufstandes, der eine der bedeutsamsten „(proto)nationalistischen“ kurdischen Aufstandsbewegungen des 19. Jahrhunderts war und sich dafür starkmachte, einen unabhängigen kurdischen Staat zu gründen. 1880 war er in den Iran eingewandert. Dieser Prozess wiederholte sich nochmals im Jahr 1946, als die Harki Qazi Mohammed bei demselben Vorhaben unterstützten. Diesem war kurzfristiger Erfolg mit der Gründung der Republik Mahabad beschieden, drei Tage nach Gründung der Autonomen Republik Aserbaidschan.